# Bouvigny-Boyeffles
Bouvigny-Boyeffles is een gemeente in het Franse departement Pas-de-Calais (regio Hauts-de-France). De plaats maakt deel uit van het arrondissement Lens. Bouvigny-Boyeffles telde op 1 januari 2022 2.385 inwoners.

## Geografie
De oppervlakte van Bouvigny-Boyeffles bedroeg op 1 januari 2022 9,07 vierkante kilometer; de bevolkingsdichtheid was toen 263 inwoners per km².

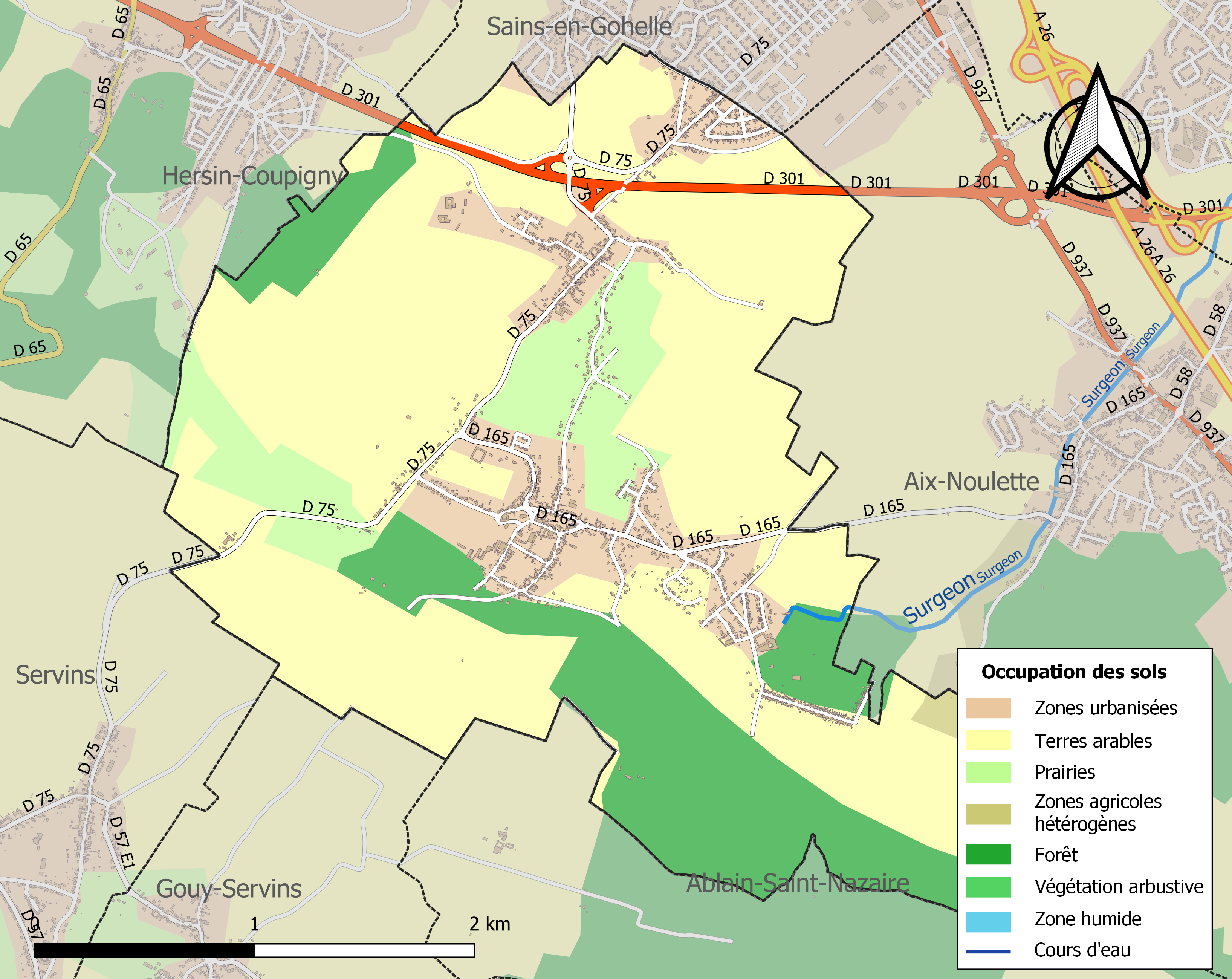
Kaart van de gemeente met belangrijkste infrastructuur, bodemgebruik en omliggende gemeenten

## Demografie
Onderstaande figuur toont het verloop van het inwonertal (bron: INSEE-tellingen).